# Giovanna di Savoia (duchessa di Bretagna)
Giovanna di Savoia (1310 – Vincennes, 29 giugno 1344) è stata una principessa di Casa Savoia che fu duchessa consorte di Bretagna, dal 1330 e contessa consorte di Richmond, dal 1334, sino al 1341.

## Origine
Giovanna, secondo lo storico francese Samuel Guichenon nel suo Histoire généalogique de la royale maison de Savoie, era l'unica figlia del Conte di Savoia e Conte d'Aosta e Moriana, Edoardo il Liberale e della moglie, Bianca di Borgogna, che, secondo la Histoire des ducs de Bourgogne de la race capétienne, vol. VI, Bianca era la figlia femmina secondogenita del Duca di Borgogna e re titolare di Tessalonica, Roberto II e della moglie, Agnese di Francia (1260-1325), che, come ci viene confermato dalla Chronique anonyme des rois de France, era la figlia minore (ultimogenita) del re di Francia, San Luigi IX (1215 – 1270) e di Margherita di Provenza (1221 – 1295), che, come riportato dal Vincentii Bellovacensis Memoriale Omnium Temporum era la figlia primogenita del conte di Provenza e conte di Forcalquier, Raimondo Berengario IV (1198 – 1245) e della moglie (come risulta dalla cronaca del monaco benedettino inglese, cronista della storia inglese, Matteo Paris (1200 – 1259), quando descrive il matrimonio della figlia Eleonora con il re d'Inghilterra, Enrico III), Beatrice di Savoia (1206 – 1266).

Edoardo il Liberale, secondo Samuel Guichenon, era il figlio maschio secondogenito di Amedeo V, Conte di Savoia, d'Aosta e di Moriana, e della sua prima moglie, Sibilla o Simona di Baugé, che sempre secondo la Samuel Guichenon era l'unica figlia del signore di Baugé e della Bresse, Guido II di Baugé, mentre per quanto riguarda la madre tra gli storici non vi è concordanza, ma fu Dauphine di Saint-Bonnet e non Beatrice del Monferrato, figlia di Guglielmo VI del Monferrato; la conferma che la madre di Sibilla fu Dauphine ci è data da due documenti del Titres de la maison ducale de Bourbon, il n° 595, in cui Dauphine (Dauphine dame de Saint-Bonnet) si cita come la madre di Sibilla moglie di Amedeo di Savoia (mariage de sa fille Sibille avec Amedée de Savoie) e il documento n° 607, in cui Dauphine (Dauphine dame de Saint-Bonnet le Château, femme de Pierre de la Roue chevalier) viene citata come madre di Sibilla (Sibille femme d´Amedée de Savoie), la quale Dauphine, ancora secondo Samuel Guichenon, era figlia di Renato di Lavieu, Signore di Saint-Bonnet, di Miribel et di Jordaine (fille unique et héritière de René de Lavieu, chevalier, seigneur de Saint-Bonnet et de Miribel et de Jordaine) e della moglie (sa femme).

## Biografia
Suo padre, Edoardo, dopo aver concluso, a Parigi, un accordo di pace con il Delfino del Viennois, Ghigo VIII de la Tour-du-Pin, poi confermato all'assemblea di Amiens del 1329, dove propose la crociata a favore dell'impero bizantino, dove la sua sorellastra, Giovanna era basilissa.
Mentre si preparava a seguire il re di Francia ad Avignone per incontrare papa Giovanni XXII, a Gentilly, Edoardo si ammalò e improvvisamente morì il 4 novembre 1329, all'età di 45 anni.
Edoardo fu sepolto all'Abbazia di Altacomba.
Essendo Giovanna, l'unica figlia di Edoardo, nei suoi titoli gli succedette il fratello, lo zio di Aimone.
Giovanna, come ricorda lo storico francese, Jean Frézet, reclamò per sé, ma inutilmente la successione al padre.
In quello stesso anno, era stato preso l'impegno di matrimonio col duca di Bretagna, Giovanni III, suo parente, per cui fu necessaria una dispensa papale, rilasciata nell'agosto del 1329 da papa Giovanni XXII; nel 1330, a Chartres, Giovanna sposò Giovanni III di Bretagna, che, secondo le Mémoires pour servir de preuves à l'Histoire ecclésiastique et civile de Bretagne, Tome I, Giovanni era il figlio maschio primogenito del visconte di Limoges e Conte di Richmond, Arturo II, futuro duca di Bretagna, Pari di Francia e conte di Penthièvre e della sua prima moglie, Maria, viscontessa di Limoges, come conferma il Majus Chronicon Lemovicense, figlia del visconte di Limoges Guido VI e della moglie, Margherita di Borgogna, come ci viene confermato dal Anonymum S Martialis Chronicon, figlia del Duca di Borgogna e re titolare di Tessalonica, Ugo IV di Borgogna e di Yolanda di Dreux.
Giovanni III era al suo terzo matrimonio, avendo sposato, in prime nozze, Isabella di Valois, figlia del conte Carlo di Valois e di Margherita di Sicilia, dalla quale non aveva avuto figli; poi in seconde nozze, aveva sposato Isabella di Castiglia, figlia primogenita del re di Castiglia e León, Sancho IV e di Maria di Molina, dalla quale non aveva avuto figli.
Suo marito, Giovanni III, sostenne le pretese di Giovanna sulla contea di Savoia e, rifiutando le proposte del conte di Savoia, Aimone, concluse un patto militare col Delfino del Viennois, Ghigo VIII de la Tour-du-Pin, per conquistare la contea; però gli Stati Generali della Savoia, applicando la Legge Salica, confermarono Aimone conte di Savoia, mentre un problema nel delfinato allontanò la prospettiva della guerra.
La disputa con suo zio Aimone andò avanti ancora per alcuni anni e fu risolta nel 1339, Giovanna rinunciò alle sue pretese in cambio di 6.000 Livres annuali, come ci viene confermato nel testamento di Aimone di Savoia.
Nel 1334, dopo la morte dello zio del marito, il Conte di Richmond, anche lui di nome Giovanni, suo marito, Giovanni succedette allo zio nella contea di Richmond.
Giovanna rimase vedova, nel 1341; secondo il Chronicon Britannicum, Giovanni III morì nel 1341 (MCCCXLI obiit Johannes dux Britanniæ), il 30 aprile (ultima die mentis aprilis).
Dopo la morte del marito, per la successione al ducato ci furono due pretendenti: Carlo di Blois (marito di Giovanna di Penthièvre, figlia di Guido, fratello minore di Giovanni III) e Giovanni di Montfort (fratellastro di Giovanni III, nato dal secondo matrimonio del padre con Iolanda di Dreux). Entrambi i pretendenti chiesero di rendere omaggio al re di Francia, Filippo VI; la corte di Parigi, dopo lunghe discussioni, si pronunciò a favore del nipote del re, Carlo di Blois; la Bretagna però era divisa, la parte orientale dove la terra era più fertile e si parlava francese, avendo rapporti con l'Angiò e la Francia, parteggiava per Carlo, mentre la parte occidentale, più brulle e selvaggia, dove si parlava il bretone, parteggiava per Giovanni di Montfort.
Ci fu una guerra che si innestò in quella dei cent'anni e si protrasse fino al 1364.

Dopo essere rimasta vedova, Giovanna risiedette nel castello di Vincennes, dove morì il 29 giugno 1344; Giovanna fu sepolta nella chiesa dei cappuccini, di Digione, come espressamente richiesto nel suo testamento, accanto al sarcofago della madre (al di sotto del Luogo ove resta sepolta sua Madre) dichiarando inoltre suo erede universale il cugino Filippo d'Orléans (Erede universale Filippo Figlio del Re di Francia di Lei Cugino); e dopo quattro anni fu raggiunta dalla madre, Bianca di Borgogna.

## Figli
Giovanna a Giovanni III non diede figli.

## Ascendenza
|                                    |                          |                                     | Genitori                                  |  |  | Nonni |  |  | Bisnonni                    |  |  | Trisnonni                  |  |
|                                    |                          |                                     |                                           |  |  |       |  |  | Tommaso II, conte di Savoia |  |  | Tommaso I, conte di Savoia |  |
|                                    |                          |                                     |                                           |  |  |       |  |  | Tommaso II, conte di Savoia |  |  | Tommaso I, conte di Savoia |  |
|                                    |                          | Margherita di Ginevra               |                                           |  |  |       |  |  | Tommaso II, conte di Savoia |  |  |                            |  |
| Amedeo V, conte di Savoia          |                          |                                     |                                           |  |  |       |  |  | Tommaso II, conte di Savoia |  |  |                            |  |
|                                    |                          | Beatrice Fieschi                    | Teodoro Fieschi, conte di Lavagna         |  |  |       |  |  |                             |  |  |                            |  |
|                                    |                          | Beatrice Fieschi                    | Teodoro Fieschi, conte di Lavagna         |  |  |       |  |  |                             |  |  |                            |  |
|                                    |                          | Beatrice Fieschi                    | Simona de Volta di Capo Corso             |  |  |       |  |  |                             |  |  |                            |  |
| Edoardo, conte di Savoia           |                          | Beatrice Fieschi                    |                                           |  |  |       |  |  |                             |  |  |                            |  |
|                                    |                          | Guido II, signore di Baugé e Bresse | Rainaldo IV, signore di Baugé e Bresse    |  |  |       |  |  |                             |  |  |                            |  |
|                                    |                          | Guido II, signore di Baugé e Bresse | Rainaldo IV, signore di Baugé e Bresse    |  |  |       |  |  |                             |  |  |                            |  |
|                                    |                          | Guido II, signore di Baugé e Bresse | Sibilla di Beaujeu                        |  |  |       |  |  |                             |  |  |                            |  |
| Sibilla, signora di Baugé e Bresse |                          | Guido II, signore di Baugé e Bresse |                                           |  |  |       |  |  |                             |  |  |                            |  |
|                                    |                          | Delfina di Saint-Bonnet             | Renato, signore di Saint-Bonnet           |  |  |       |  |  |                             |  |  |                            |  |
|                                    |                          | Delfina di Saint-Bonnet             | Renato, signore di Saint-Bonnet           |  |  |       |  |  |                             |  |  |                            |  |
|                                    |                          | Delfina di Saint-Bonnet             | Miribella di Jordaine                     |  |  |       |  |  |                             |  |  |                            |  |
| Giovanna di Savoia                 |                          | Delfina di Saint-Bonnet             |                                           |  |  |       |  |  |                             |  |  |                            |  |
|                                    | Ugo IV, duca di Borgogna | Oddone III, duca di Borgogna        |                                           |  |  |       |  |  |                             |  |  |                            |  |
|                                    | Ugo IV, duca di Borgogna | Oddone III, duca di Borgogna        |                                           |  |  |       |  |  |                             |  |  |                            |  |
|                                    | Ugo IV, duca di Borgogna | Alice di Vergy                      |                                           |  |  |       |  |  |                             |  |  |                            |  |
| Roberto II, duca di Borgogna       | Ugo IV, duca di Borgogna |                                     |                                           |  |  |       |  |  |                             |  |  |                            |  |
|                                    |                          | Yolanda di Dreux                    | Roberto III, conte di Dreux               |  |  |       |  |  |                             |  |  |                            |  |
|                                    |                          | Yolanda di Dreux                    | Roberto III, conte di Dreux               |  |  |       |  |  |                             |  |  |                            |  |
|                                    |                          | Yolanda di Dreux                    | Eleonora, signora di Saint-Valéry         |  |  |       |  |  |                             |  |  |                            |  |
| Bianca di Borgogna                 |                          | Yolanda di Dreux                    |                                           |  |  |       |  |  |                             |  |  |                            |  |
|                                    |                          | Luigi IX, re di Francia             | Luigi VIII, re di Francia                 |  |  |       |  |  |                             |  |  |                            |  |
|                                    |                          | Luigi IX, re di Francia             | Luigi VIII, re di Francia                 |  |  |       |  |  |                             |  |  |                            |  |
|                                    |                          | Luigi IX, re di Francia             | Bianca di Castiglia                       |  |  |       |  |  |                             |  |  |                            |  |
| Agnese di Francia                  |                          | Luigi IX, re di Francia             |                                           |  |  |       |  |  |                             |  |  |                            |  |
|                                    |                          | Margherita di Provenza              | Raimondo Berengario IV, conte di Provenza |  |  |       |  |  |                             |  |  |                            |  |
|                                    |                          | Margherita di Provenza              | Raimondo Berengario IV, conte di Provenza |  |  |       |  |  |                             |  |  |                            |  |
|                                    |                          | Margherita di Provenza              | Beatrice di Savoia                        |  |  |       |  |  |                             |  |  |                            |  |
|                                    |                          | Margherita di Provenza              |                                           |  |  |       |  |  |                             |  |  |                            |  |

### Fonti primarie
- (LA)  Matthaei Parisiensis, monachi Sancti Albani, Chronica majora.
- (LA)  Monumenta Germaniae Historica, Scriptores, Tomus XXIV.
- (LA)  Chroniques de Saint-Martial de Limoges.
- (LA)  Recueil des historiens des Gaules et de la France. Tome 20.
- (LA, FR)  Recueil des historiens des Gaules et de la France. Tome 21.
- (LA)  Mémoires et documents publiés par la Société d'histoire et d'archéologie de Genève - tome 9
- (LA)  (FR)  Preuves de l'Histoire généalogique de la royale maison de Savoie, justifiée par titres, ..par Guichenon, Samuel
- (LA, FR)  Mémoires pour servir de preuves à l´histoire ecclésiastique et civile de Bretagne, Tome I.]

### Letteratura storiografica
- A. Coville, "Francia: la guerra dei cent'anni (fino al 1380)", cap. XVI, vol. VI (Declino dell'impero e del papato e sviluppo degli stati nazionali) della Storia del Mondo Medievale, 1999, pp. 608–641.
- (FR)  Histoire de Savoie, d'après les documents originaux,... par Victor ... Flour de Saint-Genis. Tome 1
- (FR)  Histoire généalogique de la royale maison de Savoie, justifiée par titres, ..par Guichenon, Samuel
- (FR)  Histoire de la Maison de Savoie
- (FR)  Titres de la maison ducale de Bourbon
- (FR)  Histoire des ducs de Bourgogne de la race capétienne, tome VI.
- (FR)  Histoire généalogique des ducs de Bourgogne de la maison de France.
- (IT)  Testamenti di sovrani e principi di Savoia